# Esquema de Simplificação de Caracteres Chineses
O Esquema de Simplificação dos Caracteres Chineses (汉字简化方案) foi uma norma oficial lançada na década de 1950 pelo Conselho de Estado da República Popular da China, como parte central da reforma dos caracteres chineses. Com o tempo, e após uma segunda tentativa de simplificação, o esquema original passou a ser conhecido como a Primeira Rodada de Simplificação (第一次汉字简化方案). Em 1986, ele foi substituído pela Tabela Geral dos Caracteres Simplificados (简化字总表), que passou a orientar oficialmente o uso da escrita simplificada na China.

## História
Em 1952, o Comitê de Pesquisa para a Reforma da Escrita Chinesa (中国文字改革研究委员会) apresentou o primeiro rascunho de uma tabela com simplificações de caracteres mais comuns, seguindo o princípio de apenas relatar o que já existia, sem criar novos símbolos (“述而不作”). 
No entanto, Mao Zedong não ficou satisfeito. Para ele, os 700 caracteres propostos ainda eram pouco. Segundo Mao, era preciso se inspirar mais na escrita cursiva (草体) tradicional para identificar padrões consistentes de simplificação e criar formas básicas padronizadas. Além disso, defendia que o número total de caracteres fosse drasticamente reduzido, de forma que um só pudesse substituir vários. Para ele, só haveria verdadeira simplificação quando se economizasse tanto na forma quanto na quantidade.
Em 7 de janeiro de 1955, foi divulgado o rascunho oficial do Esquema de Simplificação dos Caracteres Chineses, elaborado pelo Comitê de Reforma da Escrita. O documento era composto por três tabelas principais: uma com 798 caracteres simplificados (798个汉字简化表), outra com 400 caracteres variantes propostos para serem abolidos (拟废除的400个异体字表), e uma terceira com simplificações aplicáveis a componentes de caracteres manuscritos (汉字偏旁手写简化表). Mais tarde, a segunda tabela foi reorganizada e republicada como a Primeira Tabela de Organização de Caracteres Variantes (第一批异体字整理表). Já a terceira reunia elementos derivados da cursiva regularizada (草书楷化), projetados para agilizar a escrita manual, mas sem uso previsto para materiais impressos.
Em outubro de 1955, uma versão revisada do Esquema foi aprovada durante a Conferência Nacional de Reforma da Escrita (全国文字改革会议). Com base nas discussões realizadas, o comitê responsável fez ajustes no projeto, alterando 19 caracteres simplificados e retirando um componente gráfico simplificado. A nova versão passou pela avaliação do Comitê de Aplicação do Esquema de Simplificação dos Caracteres do Conselho de Estado (国务院汉字简化方案申请委员会).
Pouco depois, em 21 de novembro, o Ministério da Educação (教育部) publicou um aviso determinando a adoção oficial dos caracteres simplificados em todas as escolas do país (关于在各级学校推行简化汉字的通知). No mesmo mês, o Departamento Político Geral do Exército de Libertação Popular (解放军总政治部) emitiu um comunicado com o mesmo teor, reforçando a orientação.«教育部關於在中學、小學、各級師範學校及工農業餘學校推行簡化漢字的通知» (PDF) (em chinês). Consultado em 4 de junho de 2015. Cópia arquivada (PDF) em 5 de novembro de 2020
No dia 28 de janeiro de 1956, o Conselho de Estado da China aprovou oficialmente a resolução que tornava pública a adoção do Esquema de Simplificação dos Caracteres Chineses (关于公布〈汉字简化方案〉的决议). Poucos dias depois, em 31 de janeiro, o jornal oficial do governo, o Diário do Povo, publicou a resolução e o esquema na íntegra, comunicando a toda a população a nova política linguística. A partir de 1º de fevereiro, a primeira lista do esquema passou a ser aplicada em todo o território nacional.
Em 1º de junho de 1956, a segunda etapa da simplificação entrou em vigor. No ano seguinte, durante o chamado Grande Debate (大鸣大放) de 1957, muitos artigos foram publicados nos jornais Guangming Ribao e Wenhui Bao (文汇报) criticando a reforma da escrita. Em janeiro de 1958, Zhou Enlai apresentou um relatório intitulado As Tarefas da Reforma da Escrita Atual (当前文字改革的任务), no qual condenou os ataques de “elementos de direita”, que alegavam que a população rejeitava a simplificação e pediam sua revogação. Zhou defendeu que a reforma era amplamente apoiada pela população e deveria continuar. Em fevereiro, Wu Yuzhang (吴玉章) reforçou essa posição em um relatório sobre o trabalho atual da reforma da escrita e o sistema de pinyin (关于当前文字改革工作和汉语拼音方案的报告). Em maio daquele ano, foi adotada a terceira leva de caracteres simplificados, seguida, em julho do ano seguinte, pela quarta etapa, que incluiu também a simplificação dos radicais dos caracteres (简化偏旁).
Em maio de 1964, o Comitê de Reforma da Escrita concluiu a revisão do Esquema e publicou a versão consolidada da reforma: a Tabela Geral dos Caracteres Simplificados (简化字总表). Com isso, os 28 últimos caracteres simplificados foram oficialmente implementados, encerrando a primeira grande fase da simplificação da escrita chinesa.

## Estrutura
O Esquema de Simplificação dos Caracteres Chineses (《漢字簡化方案》) foi estruturado em três partes:
A Primeira Tabela de Caracteres Simplificados (〈漢字簡化第一表〉) reunia 230 caracteres e passou a ser aplicada em todo o país a partir de 1º de fevereiro de 1956.
A Segunda Tabela (〈漢字簡化第二表〉), por sua vez, continha 285 caracteres adicionais.
Já a Tabela de Componentes Simplificados (〈漢字偏旁簡化表〉) listava 54 radicais e elementos gráficos modificados.
Tanto a segunda quanto a terceira tabela foram inicialmente divulgadas para uso experimental (公佈試用), a fim de receber sugestões de representantes regionais da Conferência Consultiva Política do Povo Chinês (政協委員). Após os devidos ajustes, a implementação formal seria realizada em etapas.

## O processo de implementação do Esquema de Simplificação dos Caracteres Chineses (方案的推行過程)
Entre 1956 e 1959, o Esquema de Simplificação dos Caracteres Chineses (《漢字簡化方案》) foi implementado em publicações por meio de quatro levas sucessivas, totalizando 517 caracteres simplificados. Desses, 487 vieram das duas tabelas principais, enquanto 30 foram simplificações derivadas por analogia (類推簡化字).
A primeira leva, lançada em 1º de fevereiro de 1956, reuniu 260 caracteres — os 230 da Primeira Tabela (〈漢字簡化第一表〉) e 30 adicionais. Nessa etapa, surgiram formas como 「鉄」 (para 鐵), 「覌」 (觀), 「覚」 (覺) e 「証」 (證), cujos radicais só seriam oficialmente simplificados mais tarde.
A segunda leva, de 1º de junho de 1956, trouxe 95 novos caracteres. Nela, a forma simplificada de 「臨」 foi provisória e só seria regularizada como 「临」 oito anos depois, com a publicação da Tabela Geral dos Caracteres Simplificados (《簡化字總表》).
A terceira leva, de 15 de maio de 1958, acrescentou 70 caracteres.
A quarta leva, implementada em 15 de julho de 1959, acrescentou mais 92 caracteres e determinou que os radicais simplificados (偏旁) seriam gradualmente incorporados às publicações, sem novos anúncios em blocos. Nessa etapa, por exemplo, 「钟」 passou a valer tanto para 鐘 quanto para 鍾.
Formas unificadas como 「娄」 (para 婁 e 嘍), 「彻」 (para 徹 e 澈) e 「仓」 (para 倉 e 艙) foram introduzidas — mas inicialmente não eram aplicadas a todos os pares. Somente mais tarde, na segunda rodada de simplificação (二簡字草案), o uso ampliado dessas formas foi novamente proposto.

### Primeira leva de caracteres simplificados (第一批簡化字) — entre parênteses, os caracteres tradicionais correspondentes:
罢（罷）、卜（蔔）、备（備）、宝（寳）、报（報）、办（辦）、板（闆）、帮（幫）、别（彆）、标（標）、表（錶）、边（邊）、*变（變）、宾（賓）、补（補）、辟（闢）、朴（樸）、扑（撲）、么（麽）、迈（邁）、霉（黴）、*蛮（蠻）、蒙（矇濛懞）、弥（彌瀰）、蔑（衊）、庙（廟）、面（麵）、范（範）、奋（奮）、丰（豐）、妇（婦）、复（復複覆）、达（逹）、斗（鬥）、担（擔）、胆（膽）、当（當噹）、*档（檔）、党（黨）、灯（燈）、敌（敵）、淀（澱）、点（點）、电（電）、垫（墊）、独（獨）、夺（奪）、对（對）、断（斷）、冬（鼕）、东（東）、*冻（凍）、*栋（棟）、动（動）、态（態）、台（臺檯颱）、头（頭）、体（體）、鉄（鐵）、条（條）、听（聽）、团（團糰）、难（難）、拟（擬）、乐（樂）、类（類）、累（纍）、*劳（勞）、*痨（癆）、*楼（樓）、里（裏）、礼（禮）、丽（麗）、厉（厲）、励（勵）、离（離）、了（瞭）、刘（劉）、帘（簾）、联（聯）、*恋（戀）、粮（糧）、灵（靈）、罗（羅囉）、乱（亂）、*屡（屢）、个（個）、盖（蓋）、干（乾幹）、赶（趕）、谷（穀）、刮（颳）、过（過）、归（歸）、关（關）、覌（觀）、巩（鞏）、克（剋）、开（開）、垦（墾）、恳（懇）、困（睏）、号（號）、后（後）、护（護）、画（畫）、划（劃）、伙（夥）、怀（懷）、坏（壞）、会（會）、欢（歡）、环（環）、还（還）、几（幾）、*机（機）、击（擊）、际（際）、*剂（劑）、*济（濟）、*挤（擠）、家（傢）、价（價）、借（藉）、旧（舊）、艰（艱）、荐（薦）、*坚（堅）、歼（殲）、尽（盡儘）、姜（薑）、举（舉）、剧（劇）、据（據）、*覚（覺）、卷（捲）、齐（齊）、气（氣）、窃（竊）、乔（喬）、*侨（僑）、*桥（橋）、秋（鞦）、千（韆）、迁（遷）、区（區）、*趋（趨）、确（確）、权（權）、劝（勸）、牺（犧）、系（係繫）、协（協）、献（獻）、咸（鹹）、衅（釁）、向（嚮）、响（響）、兴（興）、*学（學）、选（選）、旋（鏇）、只（祗隻）、*帜（幟）、*职（職）、致（緻）、制（製）、执（執）、这（這）、折（摺）、战（戰）、征（徵）、症（癥）、証（證）、朱（硃）、筑（築）、准（準）、庄（莊）、种（種）、众（衆）、迟（遲）、丑（醜）、*筹（籌）、*陈（陳）、尝（嘗）、偿（償）、厂（廠）、称（稱）、惩（懲）、处（處）、触（觸）、出（齣）、冲（衝）、虫（蟲）、湿（濕）、时（時）、实（實）、势（勢）、师（師）、舍（捨）、晒（曬）、寿（壽）、沈（瀋）、伤（傷）、声（聲）、*数（數）、帅（帥）、双（雙）、热（熱）、*荣（榮）、灶（竈）、总（總）、辞（辭）、才（纔）、参（參）、惨（慘）、蚕（蠶）、从（從）、聪（聰）、洒（灑）、扫（掃）、丧（喪）、苏（蘇囌）、虽（雖）、随（隨）、孙（孫）、松（鬆）、爱（愛）、碍（礙）、*欧（歐）、尔（爾）、医（醫）、义（義）、*仪（儀）、压（壓）、叶（葉）、优（優）、犹（猶）、邮（郵）、养（養）、痒（癢）、样（樣）、蝇（蠅）、应（應）、*营（營）、务（務）、袜（襪）、为（爲）、伪（僞）、万（萬）、*弯（彎）、余（餘）、御（禦）、吁（籲）、郁（鬰）、与（與）、远（遠）、云（雲）、运（運）、拥（擁）
A primeira leva da simplificação dos caracteres chineses, implementada em 1º de fevereiro de 1956, incluiu 260 caracteres. Entre eles estavam os 230 da primeira tabela oficial e 30 caracteres simplificados por analogia, marcados com um asterisco. Esses caracteres vão desde palavras comuns como 罢 (罷), 宝 (寳), 乐 (樂), até termos importantes para o uso cotidiano e para simplificar componentes gráficos complexos. A lista reflete o esforço para tornar a escrita chinesa mais acessível, mantendo a ligação com os caracteres tradicionais, para facilitar a compreensão e a transição dos leitores.

### Segunda leva de caracteres simplificados (第二批簡化字):
摆（擺襬）、笔（筆）、苹（蘋）、买（買）、卖（賣）、麦（麥）、灭（滅）、亩（畝）、飞（飛）、矾（礬）、粪（糞）、导（導）、邓（鄧）、队（隊）、吨（噸）、厅（廳）、宁（寧）、农（農）、来（來）、历（曆歷）、隶（隸）、疗（療）、辽（遼）、临（臨）、龄（齡）、录（錄）、陆（陸）、龙（龍）、虑（慮）、国（國）、龟（龜）、广（廣）、夸（誇）、扩（擴）、亏（虧）、矿（礦）、汉（漢）、华（華）、获（獲穫）、积（積）、阶（階）、节（節）、监（監）、茧（繭）、紧（緊）、仅（僅）、进（進）、惊（驚）、竞（競）、惧（懼）、壳（殼）、窍（竅）、签（簽籤）、亲（親）、庆（慶）、穷（窮）、戏（戲）、吓（嚇）、写（寫）、胁（脅）、显（顯）、宪（憲）、县（縣）、悬（懸）、乡（鄉）、寻（尋）、赵（趙）、郑（鄭）、齿（齒）、产（產）、础（礎）、适（適）、杀（殺）、兽（獸）、审（審）、胜（勝）、术（術）、树（樹）、扰（擾）、杂（雜）、窜（竄）、肃（肅）、岁（歲）、艺（藝）、亿（億）、忆（憶）、爷（爺）、艳（豔）、严（嚴）、隐（隱）、稳（穩）、誉（譽）、园（園）、佣（傭）、踊（踴）
A segunda leva da simplificação, adotada em 1º de junho de 1956, contemplou 95 caracteres, muitos ligados ao cotidiano, à administração e nomes próprios, como 邓 (鄧), 赵 (趙), e 郑 (鄭). Essa etapa expandiu o alcance da simplificação, facilitando a leitura e a escrita em contextos oficiais e educacionais, além de promover a uniformização da escrita simplificada em diversas áreas da sociedade chinesa.

### Terceira leva de caracteres simplificados (第三批簡化字):
盘（盤）、梦（夢）、坟（墳）、麸（麩）、带（帶）、摊（攤）、滩（灘）、瘫（癱）、誊（謄）、恼（惱）、脑（腦）、腊（臘）、兰（蘭）、拦（攔）、栏（欄）、烂（爛）、猎（獵）、浏（瀏）、怜（憐）、邻（鄰）、两（兩）、俩（倆）、岭（嶺）、虏（虜）、卤（鹵滷）、滤（濾）、沟（溝）、构（構）、壶（壺）、沪（滬）、秽（穢）、夹（夾）、胶（膠）、将（將）、奖（奬）、浆（漿）、桨（槳）、酱（醬）、牵（牽）、寝（寢）、蔷（薔）、墙（牆）、虾（蝦）、泻（瀉）、逊（遜）、滞（滯）、斋（齋）、毡（氈）、烛（燭）、壮（壯）、装（裝）、妆（妝）、状（狀）、疮（瘡）、渗（滲）、枣（棗）、丛（叢）、啬（嗇）、伞（傘）、恶（惡噁）、袄（襖）、盐（鹽）、洼（窪）、屿（嶼）、凿（鑿）、业（業）、阴（陰）、阳（陽）、无（無）、跃（躍）
A terceira leva, implementada em 15 de maio de 1958, incluiu 70 caracteres, com foco em simplificações que facilitassem a escrita e a leitura do dia a dia, abrangendo desde objetos comuns até termos ligados à natureza e à cultura tradicional chinesa. Essa fase reforçou o processo gradual de adaptação da escrita para o uso amplo e prático pela população.

### Quarta leva de caracteres simplificados (第四批簡化字):
币（幣）、毕（畢）、毙（斃）、凭（憑）、发（發髮）、凤（鳳）、肤（膚）、单（單）、籴（糴）、递（遞）、堕（墮）、坛（壇罎）、叹（嘆）、粜（糶）、图（圖）、⿰金聂（鑷）、酿（釀）、蜡（蠟）、娄（婁）、垒（壘）、炼（煉）、⿰糸𫠣（練）、⿰車两（輛）、卢（盧）、庐（廬）、泸（瀘）、芦（蘆）、炉（爐）、驴（驢）、购（購）、頋（顧）、柜（櫃）、块（塊）、汇（匯彙）、𨋌（轟）、飢（饑）、鳮（鷄）、极（極）、継（繼）、疖（癤）、洁（潔）、䚀（艦）、鉴（鑒）、拣（揀）、烬（燼）、𮗻（講）、启（啟）、岂（豈）、枪（槍）、琼（瓊）、习（習）、亵（褻）、貭（質）、昼（晝）、专（專）、浊（濁）、桩（樁）、鈡（鐘鍾）、肿（腫）、彻（徹）、搀（攙）、⿰言𫥎（讒）、𩝎（饞）、尘（塵）、衬（襯）、长（長）、刍（芻）、摄（攝）、䋲（繩）、圣（聖）、书（書）、⿰言人（認）、⿰言上（讓）、賍（贓）、鉆（鑽）、𥾺（縱）、仓（倉）、层（層）、儿（兒）、亚（亞）、哑（啞）、尧（堯）、鈅（鑰）、葯（藥）、忧（憂）、厌（厭）、雾（霧）、韦（韋）、卫（衛）、网（網）、酝（醞）、痈（癰）
A quarta fase da simplificação, iniciada em julho de 1959, contemplou 92 caracteres adicionais, muitos deles relacionados a termos técnicos, científicos e geográficos. Essa etapa complementou a reforma, aprofundando a padronização da escrita e facilitando seu uso em áreas especializadas, além do cotidiano.

### Caracteres simplificados em teste (试用简化字):
垻（壩）、迭（疊）、疟（瘧）、合（閤）、硷（鹼）、象（像）、缠（纏）、⿰金乐（鑠）、涩（澀）、愿（願）、仆（僕）、涂（塗）、砾（礫）、胡（鬍）、䊹（縴纖）、須（鬚）、忏（懺）、脏（臟髒）、肮（骯）、风（風）、椭（橢）、篱（籬）、回（迴）、曲（麯）、嘱（囑）、属（屬）、灿（燦）、渊（淵）
Além das quatro grandes etapas de simplificação, havia 28 caracteres que permaneceram em teste por um período, usados de forma experimental até 1964, quando foram oficialmente incorporados na versão consolidada da reforma. Essa abordagem cautelosa ajudou a validar as mudanças e assegurar a aceitação popular.

### radicais simplificados (简化偏旁):
A simplificação dos radicais, componentes essenciais dos caracteres chineses, foi um processo complexo que exigiu tempo para ser implementado, especialmente por causa da necessidade de redesenhar as matrizes usadas na impressão. Três radicais, em especial, tiveram seus formatos ajustados antes da adoção oficial: o radical “金” tornou-se “钅”, enquanto os radicais “鱼” e “鸟” ganharam versões simplificadas que são amplamente usadas hoje.

## Desenvolvimentos posteriores (后续发展)

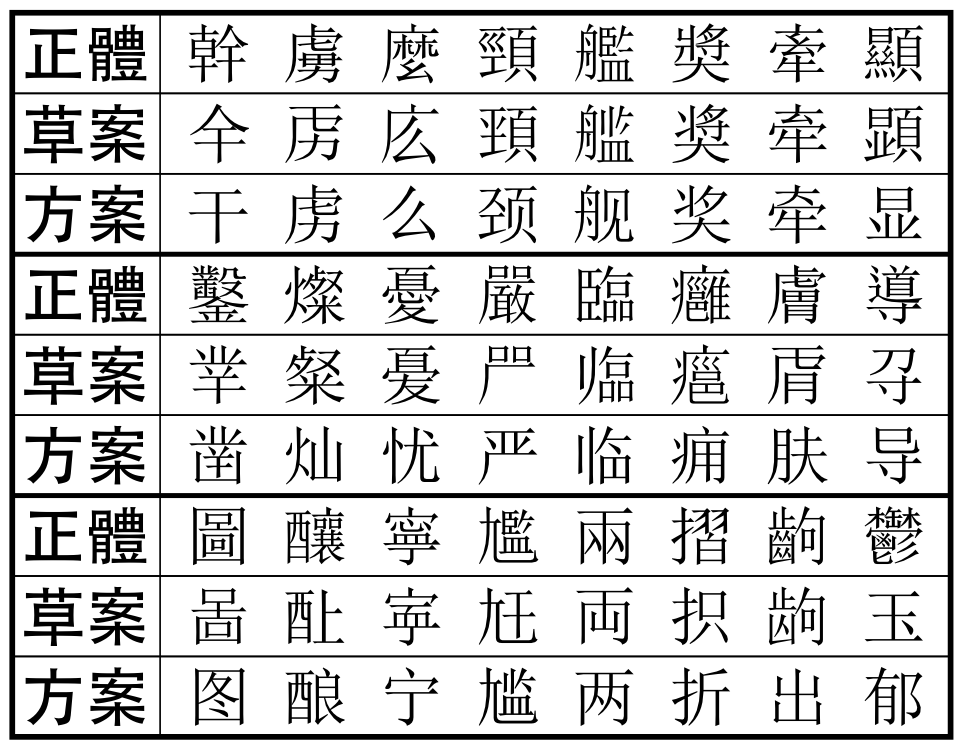
Comparação entre o rascunho do esquema de simplificação de 1955 (linhas do meio a cada terço) e o conjunto final de caracteres simplificados lançado em 1956 (linhas de baixo), juntamente com equivalentes de caracteres tradicionais para referência (linhas de cima).

O Esquema de Simplificação dos Caracteres Chineses apresentava falhas, omissões e falta de explicações claras, o que causou confusão no uso. Por exemplo, caracteres como “藉” foram fundidos em “借”, “餘” em “余”, e “覆” em “复”, o que por vezes gerava ambiguidade de significado. Não foi explicado como simplificar por analogia caracteres como “島” e “梟”; também não ficou claro se caracteres como “華” simplificado em “华”, deveriam estender a simplificação a “嘩” e “樺”. Outros exemplos incluem a dúvida se caracteres como “攝” e “鑷” simplificados para “摄” e “镊” deveriam levar “聶” à simplificação. Perguntas sobre a leitura de caracteres polissêmicos, como “乾” e “徵”, e seu possível agrupamento com “干” e “征” também permaneceram sem resposta. Alguns radicais simplificados, como o do caractere “纖”, foram considerados irracionais. Além disso, a população não compreendia bem algumas formas novas, como o ponto no radical “犬” em “類” e se estava presente em “类”, ou a linha no radical “几” em “殼” e sua presença em “壳”, além de dúvidas sobre o número de traços em caracteres como “马” e “长”.
Em maio de 1964, o Comitê de Reforma da Escrita publicou a “Tabela Geral dos Caracteres Simplificados”, com o objetivo de corrigir as falhas do Esquema original. A tabela foi dividida em três partes: a primeira com 352 caracteres simplificados que não servem como radicais; a segunda com 132 caracteres que podem ser usados como radicais e 14 radicais simplificados; e a terceira com 1.754 caracteres simplificados formados por analogia, totalizando 2.238 caracteres (na prática, 2.236, pois “签” e “须” aparecem duas vezes).
O Comitê de Reforma da Escrita propôs, em 20 de dezembro de 1977, o esboço do Segundo Esquema de Simplificação dos Caracteres Chineses, que foi suspenso após alguns meses de uso experimental e posteriormente revogado em 1986.
Em 1986, o Comitê Nacional de Linguagem e Escrita publicou uma versão revisada da “Tabela Geral dos Caracteres Simplificados”, contendo 2.274 caracteres simplificados e 14 radicais, substituindo oficialmente o Esquema original.

## Nota
O diretor do Comitê de Reforma da Escrita, Wu Yuzhang (吴玉章), no dia 3 de fevereiro de 1958, durante a quinta sessão da Primeira Assembleia Popular Nacional, apresentou o “Relatório sobre o Trabalho Atual de Reforma da Escrita e o Plano do Pinyin Chinês”, no qual afirmou:
“Os fatos dos últimos dois anos mostram que o Esquema de Simplificação dos Caracteres Chineses, de fato, contém alguns métodos de simplificação, especialmente no uso de homônimos para substituir caracteres, que não foram suficientemente considerados e, por isso, não foram usados de forma totalmente adequada, podendo causar mal-entendidos. Por exemplo, usar ‘只’ para substituir ‘隻’ é um costume já amplamente difundido e adequado na maioria dos casos; mas na frase ‘许多船只通过苏伊士运河’ (‘muitos navios passaram pelo Canal de Suez’), pode ser interpretado como ‘muitos navios apenas passaram pelo Canal de Suez’, alterando o sentido. Também existem caracteres que foram usados incorretamente porque o esquema não explicou claramente sua aplicação. Por exemplo, simplificar ‘徵收’ e ‘乾淨’ para ‘征收’ e ‘干淨’ é apropriado, mas escrever ‘宫商角徵羽’ e ‘乾隆’ como ‘宫商角征羽’ e ‘干隆’ é um erro.”